# Вишенне
Ви́шенне (до 1945 року — Муша́ш, крим. Muşaş) — село в Україні, у Білогірському районі Автономної Республіки Крим.
Центр Вишенської сільської ради.
Розташоване в центрі району.
Відстань від райцентру до населеного пункта становить 10 кілометрів по прямій.